# Pure Massacre
Pure Massacre è un singolo del gruppo musicale australiano Silverchair, pubblicato nel 1995 ed estratto dall'album Frogstomp.

## Tracce
- CD (AUS)

1. Pure Massacre
2. Faultline (Live in Newcastle 21 October 1994)
3. Stoned (Live in Newcastle 21 October 1994)

- CD (Europa)

1. Pure Massacre
2. Acid Rain
3. Blind
4. Stoned

- CD (UK)

1. Pure Massacre
2. Acid Rain
3. Blind

## Formazione
- Daniel Johns – voce, chitarra
- Ben Gillies – batteria
- Chris Joannou – basso